# Lista över ledamöter av Sveriges riksdags andra kammare 1918–1920
Ledamöter av Sveriges riksdags andra kammare 1918–1920. 
Ledamöterna invaldes vid valet 20 september 1917, men nyinvalda tillträdde sina riksdagsplatser först 1918. Årtal inom parentes anger att ledamoten inte satt hela mandatperioden. Förkortningar: h = Högerpartiet, bf = Bondeförbundet, j = Jordbrukarnas riksförbund, l = Sveriges liberala parti, s = Socialdemokraterna, v-s = Vänstersocialisterna

## Stockholms stad

### Första valkretsen
- Hjalmar Branting, statsråd, s
- Herman Lindqvist, telegraffullmäktig, s
- Arvid Lindman, konteramiral, h
- Knut Tengdahl, försäkringstjänsteman, s, f. 1867 (till 1919)
- Oskar Hagman, kassör, s, f. 1880
- Knut Kjellberg, professor, l, f. 1867
- Gustav Möller, partiskreterare, s
- Erik Nylander, direktör, h, f. 1885

### Andra valkretsen
- Karl Emil Hildebrand, fil. dr, h
- Sven Lübeck, civilingenjör, h
- Knut Erik Wilhelm Söderhielm, överste, h, f. 1871
- Erik Kule Palmstierna, friherre, statsråd, s
- Per Albin Hansson, redaktör, s
- Eliel Löfgren, advokat, l
- Ernst Eriksson, förste kontorsbiträde, s, f. 1881
- Ernst Andersson, förrådsmästare, s, f. 1870

## Stockholms län

### Södra valkretsen
- Axel Sundling, lantbrukare, h, f. 1871
- Jakob Pettersson i Södertälje, borgmästare, l, f. 1866
- Wilhelm Källman, murare, s, f. 1877
- Martin Andersson i Nacka, snickare, s, f. 1886
- Karl Johan Söderberg, skomakare, s, f. 1877
- Sven Johan Karlsson i Nynäshamn, snickare, s, f. 1874

### Norra valkretsen
- Erik Åkerlund, godsägare, h, f. 1853
- Per Henning Sjöblom, lantbrukare, s, f. 1875
- Erik Eurén, hemmansägare, h, f. 1859

## Uppsala län
- Alfred Berg i Staby, godsägare, h, f. 1862
- Karl August Borg, snickare, s, f. 1866
- Nils Edén, statsminister, l
- Arthur Engberg, fil. kand., s
- Oskar Sjölander, folkskollärare, s, f. 1880

## Södermanlands län

### Norra valkretsen
- August Schill, lantbrukare, l, f. 1873
- Evald Krispin Kropp, knivsmed, s, f. 1859
- Johan Adolf Hellberg, målarmästare, s, f. 1871

### Södra valkretsen
- Anders Johan Bärg, förrådsförman, f. 1870
- Gustaf Olsson i Ramsta, lantbrukare, f, f. 1867
- Carl Johan Johansson i Uppmälby, hemmansägare, s, f. 1867
- Algot Jungnell, överlärare, l, f. 1877

## Östergötlands län

### Norra valkretsen
- Carl Sjögren, redaktör, s, f. 1869
- Karl Andersson i Eliantorp, hemmansägare, j, f. 1869
- Erik Gustaf Johansson i Kullersta, lantbrukare, s, f. 1864
- Carl Johan Johansson i Olstorp, lantbrukare, l, f. 1858

### Norrköping och Linköpings valkrets
- Ivar Swartling, disponent, h
- Sven Persson i Norrköping, redaktör, f. 1873
- Carl Gustaf Hammarskjöld, överste, h

### Södra valkretsen
- Axel Sterne, journalist, f. 1878
- Karl Allan Westman, agronom, j, f. 1883
- Axel Theodor Adelswärd, friherre, kammarherre, l
- Eric Josef Ericsson i Åtvidaberg, kassör, s, f. 1877
- David Hjalmar Pettersson i Bjälbo, lantbrukare, h

## Jönköpings län

### Östra valkretsen
- Oscar Ericson i Oberga, lantbrukare, b, f. 1866
- Oscar Carlström, lantbrukare, l, f. 1879
- Sven Petter Svanberg, landstingsman, s, f. 1868
- Johan August Jonsson i Hökhult, lantbrukare, h, f. 1851

### Västra valkretsen
- Erik Räf, disponent, h, f. 1858
- Felix Hamrin, direktör, l
- Bernhard Nilsson i Linnås, lantbrukare, h, f. 1874
- Erik Fast, möbelsnickare, s, f. 1883
- Oscar Johanson i Huskvarna, fabriksarbetare, h, f. 1870

## Kronobergs län

### Östra valkretsen
- Johan Gustaf Svensson i Betingetorp, hemmansägare, h, f. 1864
- Axel Lindqvist i Kosta, glasslipare, s, f. 1878
- Frans Berggren, överlärare, l, f. 1863
- Martin Svensson i Kompersmåla, hemmansägare, h, f. 1871

### Västra valkretsen
- Reinhold Eliasson, handlande, l, f. 1872
- Otto Magnusson i Tumhult, hemmansägare, h, f. 1864
- Henning Leo, lokomotiveldare, s

## Kalmar län

### Norra valkretsen
- Sigurd Carlsson, lantbrukare i Solberga, h, f. 1870
- Alfred Werner, lokomotiveldare, v-s, f. 1885
- Axel Olof Rune, borgmästare, l
- Anders Victor Isaksson, predikant, h, f. 1855

### Södra valkretsen
- David Norman, lantbrukare, h
- Pehr August Andersson i Knäppinge, lantbrukare, h, f. 1863
- Axel Bökelund, landskamrerare, h, f. 1859
- Enok Runefors, lantbrukare, l, f. 1878
- Karl Magnusson i Kalmar, parkföreståndare, s

## Gotlands län
- Karl Larsson i Bondarve, lantbrukare, h, f. 1854
- Karl Kahlström, hemmansägare, h, f. 1862
- Elias Moberger, folkskoleinspektör, l, f. 1880

## Blekinge län
- John Jönsson i Boa, lantbrukare, h, f. 1862
- Otto Holmdahl, borgmästare, h, f. 1850
- Ulrik Leander, fängelsedirektör, l, f. 1858
- Ola Jeppsson, lantbrukare, l, f. 1887
- Vilhelm Carlson i Karlshamn, redaktör, s, f. 1876
- Axel Hugo Hansson i Sölvesborg, tapetserare, s, f. 1879

## Kristianstads län

### Nordvästra valkretsen
- Per Nilsson i Bonarp, hemmansägare, h, f. 1865
- Sven Bengtsson i Norup, lantbrukare, l, f. 1866
- Nils Sigfrid, direktör, l, f. 1868
- Lars Borggren, bageriföreståndare, s, f. 1866
- Lars Anton Björklund, stationskarl, s, f. 1881

### Sydöstra valkretsen
- Swen Persson i Fritorp, lantbrukare, h, f. 1875
- Raoul Gustaf Hamilton, greve, l, f. 1855
- Swen Jönsson i Fridhill, lantbrukare, l, f. 1877
- Gustaf Nilsson i Kristianstad, ombudsman, s, f. 1880

## Malmöhus län

### Norra valkretsen
- Olof Olsson, lantbrukare, jordbrukarnas riksförbund
- Olof Nilsson, lantbrukare, s, f. 1863
- Martin Holmström, gruvarbetare, s, f. 1867

### Mellersta valkretsen
- Sven Linders, lantbrukare, s, f. 1873
- Johan Jönsson i Revinge, lantbrukare, l, f. 1875
- Jöns Jönsson i Slätåker, lantbrukare, l, f. 1867
- Nils August Nilsson i Kabbarp, redaktör, s, f. 1867

### Södra valkretsen
- Hans Andersson i Skivarp, direktör, h, f. 1848 (avled 1919)
- Axel Pehrsson-Bramstorp, hemmansägare, l
- F.V. Thorsson, statsråd, s
- Per Edvin Sköld, fil. stud., s, f. 1891

## Hälsingborg, Landskrona och Lund
- Ola Hansson Waldén, folkskollärare, s, f. 1869
- Malte Sommelius, fabriksdisponent, h, f. 1851
- Martin Jensen, kontorsbiträde, s, f. 1881

## Malmö stad
- Nils Winkler, köpman, h, f. 1870
- Carl Lovén, konduktör, s
- Värner Rydén, statsråd, s (till 1919)
- Johan Nilsson i Malmö, redaktör, s, f. 1874 (till 1919)

## Hallands län
- Anders Henrikson i Heberg , lantbrukare, h, f. 1869
- Carl Hederstierna, landshövding, h
- Anders Elisson i Fagared, lantbrukare, h, f. 1876
- Per Johan Persson i Tofta, häradsdomare, l, f. 1867
- Carl Strid, fattigvårdskonsulent, s, f. 1875
- Anders Andersson i Falkenberg, snickare, s, f. 1878

## Göteborgs och Bohus län

### Södra valkretsen
- Herman Andersson i Grimbo, lantbrukare, h, f. 1869
- Cornelius Olsson i Berg, lantbrukare, h, f. 1857
- Bernhard Olsson, landstingsman, l, f. 1857
- Gustav Hansson i Gårda, skomakarmästare, s, f. 1878
- Karl Andersson, fiskeriintendent, l (till 1919)

### Norra valkretsen
- Oscar Nathanael Olsson (senare Broberg), lantbrukare, h, f. 1856
- Oscar Osberg, lantbrukare, l
- Axel Ljungberg, redaktör Nya Lysekils-Kuriren, s, f. 1882
- Axel Sundberg, borgmästare, h, f. 1869

## Göteborgs stad
- Emil Kristensson, folkskollärare, s
- Edvard Lithander, direktör, h, f. 1870
- Algot Å:son Törnkvist, redaktör, s, f. 1879
- Erik Röing, grosshandlare, l
- Wilhelm Björck, lektor, s, f. 1888
- Alexander Thore, navigationsskoleföreståndare, h, f. 1866
- Algot Sjöström, bageriarbetare, s, f. 1879

## Älvsborgs län

### Norra valkretsen
- Harald Hallén, komminister, s
- Axel von Sneidern, godsägare, l, f. 1875
- Arthur Wilhelm Gustafsson i Kasenberg, lantbrukare, h

### Mellersta valkretsen
- Karl Sanfrid Viktor Welin, rektor, h, f. 1855
- Herman Carlsson i Herrljunga, bankdirektör, l, f. 1870
- August Danielsson, lantbrukare, l, f. 1876
- August Johansson i Trollhättan, handlande, s, f. 1875

### Södra valkretsen
- Axel Fredrik Wennersten, fabriksidkare, h, f. 1863
- Edor Andersson i Knapasjö, lantbrukare, l, f. 1859
- Sven Ljungkvist, murare, s, f. 1880
- Gustaf Odqvist, godsägare, h, f. 1847
- Karl Arthur Ryberg, lantbrukare, bf

## Skaraborgs län

### Norra valkretsen
- Karl Magnusson i Skövde, trädgårdsmästare, h
- Per Månsson i Backa, lantbrukare, bf, f. 1857
- Carl Johansson, lantbrukare, l, f. 1851
- Johan Wilhelm Billqvist, folkskollärare, s, f. 1867
- Carl Otto Vahlstedt, småbrukare, s, f. 1874

### Södra valkretsen
- Carl Persson i Stallerhult, lantbrukare, h, f. 1844
- Karl Magnus Andersson, lantbrukare, l, f. 1853
- Gustav Johansson (senare Hallagård), lantbrukare, bf
- Helge Bäcklund, konduktör, s, f. 1880
- Oscar Fredrik Bogren, redaktör, f. 1851

## Värmlands län

### Norra valkretsen
- Alfred Persson i Björsbyholm, lantbrukare, l, f. 1862
- Johannes Hedström, järnarbetare, s,  f. 1877
- Emil Andersson i Råda, hemmansägare, s, f. 1876

### Östra valkretsen
- Carl Jansson i Edsbäcken, hemmansägare, l, f. 1858
- Lars Gustaf Larsson i Ängabäck, lantbrukare, l (avled 19 mars 1920) 
  - ersatt av: Stellan Guldström, l
- Nils A:son Berg i Munkfors, gjutmästare, s, f. 1861
- Nils Helger, folkskollärare, s, f. 1876

### Västra valkretsen
- Nils Svensson i Långelanda, lantbrukare, h, f. 1861
- Johan Igel, hemmansägare, l, f. 1855
- Albert Mossberg, hemmansägare, l, f. 1863
- Gustaf Flognfält, hemmansägare, s, f. 1872

## Örebro län

### Norra valkretsen
- Anders Petter Gustafsson i Örebro, egendomsägare, h, f. 1852
- Erik Agabus Nilson i Örebro, statsråd, l, f. 1862
- Karl August Sandberg, lantbrukare, l, f. 1862
- Anders Anderson i Råstock, banvakt, s, f. 1874
- Olof Nilsson i Örebro, modellsnickare, s, f. 1874

### Södra valkretsen
- Edvard Hedin, godsägare, h, f. 1856
- Gustaf Adolf Eklund i Fällersta, lantbrukare, l, f. 1868
- Edvard Uddenberg, handlande, s, f. 1870
- Petrus Ödström, godsägare, l, f. 1868

## Västmanlands län

### Östra valkretsen
- August Ander, lantbrukare, l, f. 1869
- Viktor Larsson i Västerås, tidningsman, s, f. 1869
- Leonard Johansson i Grimle, lantbrukare, s, f. 1885

### Västra valkretsen
- Adolf Janson i Kungsör, hemmansägare, l, f. 1860
- Albert Zander, handlande, s, f. 1873
- Carl Johan Ericsson i Arboga, maskinarbetare, s, f. 1868

## Kopparbergs län

### Östra valkretsen
- Carl Gustaf Olsson i Norrhyttan, hemmansägare, bf, f. 1885
- Robert Jansson i Falun, möbelsnickare, s, f. 1868
- Axel Gylfe, lokomotiveldare, s, f. 1883

### Västra valkretsen
- Johan Bernhard Eriksson, järnarbetare, s, f. 1878
- Lars Johan Hagman, expeditör, s, f. 1858
- Fredrik Aarnseth, hemmansägare, s, f. 1872
- Gustaf Nilsson i Vibberbo, kassör, bf, f. 1860

### Norra valkretsen
- Rikard Eronn, sågverksinspektor, v-s, f. 1879
- Daniel Persson i Tällberg, hemmansägare, l (avled 1918)
- Hans Hansson i Rättvik, v-s, f. 1889

## Gävleborgs län

### Gästriklands valkrets
- Fabian Månsson i Hagaström, journalist, v-s, f. 1872
- Johan Andersson i Gävle, linjeförman, s, f. 1875
- Olof Olsson i See, hemmansägare, l, f. 1862
- Karl Johan Karlsson i Sandviken, järnarbetare, v-s, f. 1887

### Hälsinglands södra valkrets
- August Sävström, ombudsman, s
- Ernst Lindley, kamrer, s
- Jonas Nikolaus Svedberg, hemmansägare, bf, f. 1881

### Hälsinglands norra valkrets
- Jon Jonsson i Källeräng, hemmansägare, bf, f. 1867
- Wilhelm Edbom, handelsföreståndare, s, f. 1875
- Per Norin, hemmansägare, s, f. 1863

## Västernorrlands län

### Medelpads valkrets
- Per Jonas Edberg, hemmansägare, bf, f. 1878
- Robert Karlsson i Fjäl, l, f. 1869
- Verner Hedlund i Sundsvall, arbetare, s, f. 1883
- Johan Ingvarson, redaktör, s, f. 1877

### Ångermanlands södra valkrets
- P.A. Lidström, lantbrukare, h, f. 1888
- Ivar Vennerström, redaktör Nya Norrland, s
- Carl Oscar Johansson i Sollefteå, kamrer, v-s, f. 1875
- Sten Berglund i Forsed, folkskollärare, v-s, f. 1889

### Ångermanlands norra valkrets
- Carl Öberg, hemmansägare, h, f. 1859
- Petrus Bergström, hemmansägare, l, f. 1881
- Emil Molin, hemmansägare, s, f. 1882

## Jämtlands län

### Södra valkretsen
- Christian Ericson i Funäsdalen, tullvaktmästare, v-s, f. 1868
- Ingebrekt Bergman i Tännäs, hemmansägare, l, f. 1864
- Samuel Hedlund, sekreterare, h, f. 1878

### Norra valkretsen
- Johan Olofsson i Digernäs, hemmansägare, l, f. 1860
- Daniel Wiklund, folkskollärare, s, f. 1877
- Gudmund Nicolaus Torgén, lantbrukare, l, f. 1871

## Västerbottens län

### Södra valkretsen
- Per Axel Viktor Schotte, statsråd, l, f. 1860
- Johan Rehn, lantbrukare, f, f. 1865
- Werner Bäckström, folkskollärare, f
- Adolf Wiklund i Brattfors, lantbrukare, h, f. 1859

### Norra valkretsen
- Anton Wikström, redaktör Norra Västerbotten, l, f. 1876
- Carl Lindmark, hemmansägare, h, f. 1880
- Olof Jonsson i Gumboda, lantbrukare, l, f. 1858

## Norrbottens län

### Södra valkretsen
- Ernst Hage, förste järnvägsbokhållare, s, f. 1876
- Nils Erik Nilsson i Antnäs, hemmansägare, h, f. 1866
- Adolf Linus Lundström i Långnäs, hemmansägare, l, f. 1870

### Norra valkretsen
- Oscar Lövgren i Nyborg, ombudsman, v-s, f. 1888
- Kristoffer Bergström, lantbrukare, h, f. 1880
- Per Albert Bäckman, landstingsman, l, f. 1871